# Salim Grant
Salim Dolphine Ulysses Grant (* 28. Mai 1977 in Dallas) ist ein US-amerikanischer Schauspieler und Musiker.

## Leben
Grant ist fast sein ganzes Leben mit Hollywood vertraut. Als kleines Kind spielte er bereits in Werbespots für die Sesamstraße und im Theater. Seit seinem zwölften Lebensjahr spielte er auch in Fernsehserien und Filmen. 1989 begann seine Karriere mit einer Gastrolle in The Wonder Years. 1991 hatte er in dem Film Chuck Norris – Hitman eine Nebenrolle an der Seite von Chuck Norris.
Nach weiteren Gastrollen in Alle unter einem Dach und Sister Sister, bekam er 1995 für eine Staffel eine Rolle in der Serie California High School. Er war außerdem noch in L.A. Confidential und Boy Meets World zu sehen. Danach beendete er die Schauspielerei und versuchte eine Karriere als Musiker zu starten. Er arbeitet für Snoop Dogg und versucht auch als Sänger seinen Durchbruch.